# Cryptopalpus nigriventris
Cryptopalpus nigriventris là một loài ruồi trong họ Tachinidae.